# Aiguadolç
Aiguadolç és una urbanització del municipi de Sitges (Garraf), situada entre les platges dels Balmins i Aiguadolç on també hi ha el port nàutic d'Aiguadolç.
Entre 1972 i 1975 s'hi va construir un port, anomenat el Port de Sitges, al barri d’Aiguadolç, un cop abandonada la idea de construir-lo al centre de la vila a prop de l'església parroquial. El Port de Sitges aviat es va convertir en un referent de la costa catalana.
La platja d'Aiguadolç és una platja semiurbana situada a l'est de la urbanització d’Aiguadolç, al nord de Sitges. Té un accés fàcil i disposa de nombrosos serveis.